# Calcarius
Calcarius Bechstein, 1802 è un genere di uccelli passeriformi della famiglia Calcariidae.

## Etimologia
Il nome scientifico del genere, Calcarius, deriva dal latino e significa sperone, in riferimento all'unghia particolarmente sviluppata del dito posteriore della zampa.

## Descrizione

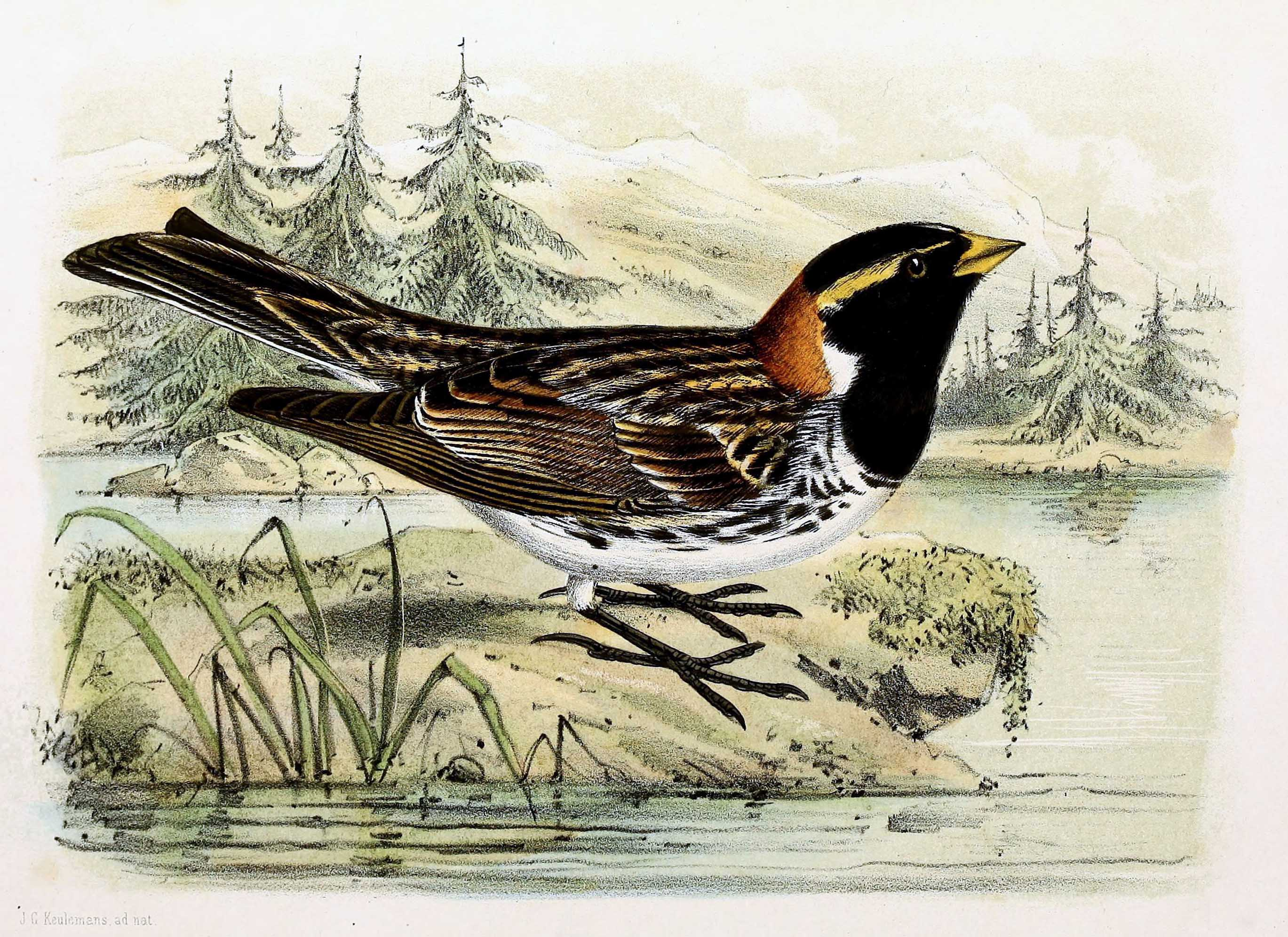
C. lapponicus.

Al genere vengono ascritti uccelli di piccola taglia (13,5–17 cm), dall'aspetto robusto e massiccio, muniti di testa squadrata, corto becco conico, ali appuntite e coda lievemente forcuta.

Il piumaggio mostra dimorfismo sessuale, che diviene evidente in particolar modo dopo la muta di primavera, quando i maschi acquisiscono la livrea nuziale: mentre durante l'invero la livrea è sobria e dominata dal bruno, scon screziature ianche, brune o nere nell'area dorsale, durante la stagione calda i maschi presentano area ventrale biancastra o rossiccia a seconda della specie, faccia nera o con segni (sopracciglio, mustacchio, calotta) di questo colore e nuca di color nocciola.

## Biologia
Le specie del genere Calcarius sono uccelli diurni e gregari, che all'infuori della stagione degli amori vivono in stormi anche numericamente cospicui (spesso in associazione fra loro o con altri generi di uccelli dalle abitudini di vita simili): il loro cibo è composto principalmente da semi di piante erbacee, ma durante la riproduzione la dieta viene integrata da una cospicua porzione di insetti volanti per far fronte all'accresciuto fabbisogno energetico.
Si tratta di uccelli monogami che nidificano al suolo, con la femmina che si occupa di costruire il nido e di covare, mentre il maschio delimita e difende l'area attorno al nido: l'allevamento della prole viene condiviso da ambedue i partner. Tutte le specie si riproducono in estate, data anche l'ostilità del loro areale nei periodi freddi.

## Distribuzione e habitat
Il genere ha distribuzione olartica: solo lo zigolo di Lapponia però vive anche in Eurasia, mentre le tre specie abitano il Nordamerica.
Tutti gli zigoli del genere Calcarius sono migratori e tendono a svernare a sud (Grandi Pianure e steppa centroasiatica, con lo zigolo ornato che si spinge fino al Messico centrale) con l'approssimarsi dell'inverno, passando invece nelle aree costiere boreali l'estate.

## Tassonomia
Al genere vengono ascritte tre specie:
- Genere Calcarius
  - Calcarius lapponicus (Linnaeus, 1758) - zigolo di Lapponia
  - Calcarius pictus (Swainson, 1832) - zigolo di Smith
  - Calcarius ornatus (Townsend, 1837) - zigolo ornato

Nell'ambito della famiglia Calcariidae, il genere occupa un proprio clade basale rispetto agli altri due.